# Dolores (Eastern Samar)
Dolores is een gemeente in de Filipijnse provincie Eastern Samar op het eiland Samar. Bij de laatste census in 2007 had de gemeente bijna 35 duizend inwoners.

## Geografie

### Bestuurlijke indeling
Dolores is onderverdeeld in de volgende 46 barangays:
| - Aroganga - Barangay 1 - Barangay 10 - Barangay 11 - Barangay 12 - Barangay 13 - Barangay 14 - Barangay 15 - Barangay 2 - Barangay 3 - Barangay 4 - Barangay 5 - Barangay 6 - Barangay 7 - Barangay 8 - Barangay 9 | - Bonghon - Buenavista - Cabago-an - Caglao-an - Cagtabon - Dampigan - Dapdap - Del Pilar - Denigpian - Gap-ang - Hilabaan - Hinolaso - Japitan - Jicontol - Libertad | - Magongbong - Magsaysay - Malaintos - Malobago - Osmeña - Rizal - San Isidro - San Pascual - San Roque - San Vicente - Santa Cruz - Santo Niño - Tanauan - Tikling - Villahermosa |

## Demografie
Dolores had bij de census van 2007 een inwoneraantal van 34.522 mensen. Dit zijn 1.710 mensen (5,2%) meer dan bij de vorige census van 2000. De gemiddelde jaarlijkse groei komt daarmee uit op 0,70%, hetgeen lager is dan het landelijk jaarlijks gemiddelde over deze periode (2,04%). Vergeleken met de census van 1995 is het aantal mensen met 250 (0,7%) toegenomen.

De bevolkingsdichtheid van Dolores was ten tijde van de laatste census, met 34.522 inwoners op 308,58 km², 111,9 mensen per km².